# FileMaker
FileMaker es una aplicación multiplataforma (Windows y Mac) de bases de datos relacionales de FileMaker Inc. (filial de Apple Inc.). Se distingue de otros productos de software similares en que el motor de la base de datos está integrado con la interfaz gráfica del usuario, lo que permite a este modificar la estructura de las tablas y de otros componentes subyacentes arrastrando elementos (campos, pestañas, botones, etc.) a los formularios o diseños de base suministrados con el producto.
FileMaker nació como una aplicación de MS-DOS que luego evolucionaría a un entorno puramente Mac. Años más adelante, en 1992, se abrió a la plataforma PC/Windows y, de hecho, ambas versiones pueden compartir los mismos archivos de usuario. Está disponible en modo escritorio, cliente-servidor, dispositivos móviles con iOS o Android, en la nube y vía web, además de contar con numerosos complementos de terceros.

## Historia
FileMaker comenzó como un producto basado en DOS llamado Nutshell, desarrollado por Nashoba Systems de Concord, Massachusetts, entre 1982 y 1983. Nutshell era distribuido por Leading Edge, una compañía de electrónica que justo empezaba a vender ordenadores y programas compatibles con PC.
Con la introducción de Macintosh, Nashoba combinó el motor de la base de datos con un GUI, dando como resultado un programa muy fácil de usar. A Leading Edge no le interesaba el producto, prefería mantenerse como un vendedor de productos DOS y quedarse con el nombre Nutshell. Nahoba encontró a un distribuidor, Forethought Inc., y lo introdujeron al mercado de Mac como FileMaker. Al debutar Macintosh Plus, la siguiente versión de FileMaker se llamó FileMaker Plus para reflejar el nombre del ordenador.

## Descripción
La característica que define a FileMaker es que el motor de la base de datos está integrado con las vistas (pantallas, reportes, etc.) que se utilizan para acceder a él. La mayoría de las bases de datos separan estos elementos y se concentran primariamente en la organización y almacenamiento de datos.

## Historial de versiones
| Fecha           | Versión                                                         | Publicado por      | Observaciones                                                                                                |
| --------------- | --------------------------------------------------------------- | ------------------ | --- |
| abril 1985      | FileMaker, v1.0                                                 | Forethought Inc.   | |
| octubre 1986    | FileMaker Plus, v2.1                                            | Forethought Inc.   | |
| junio 1988      | FileMaker 4, v4                                                 | Nashoba Systems    | |
| agosto 1988     | FileMaker II, v 1.0                                             | Nashoba Systems    | |
| julio 1989      | FileMaker II, version 1.1v2                                     | Nashoba Systems    | |
| octubre 1990    | FileMaker Pro 1.0v1                                             | Claris Corporation | |
| marzo 1991      | FileMaker Pro 1.0v2                                             | Claris Corporation | |
| abril 1992      | FileMaker Pro 1.0v3                                             | Claris Corporation | |
| octubre 1992    | FileMaker Pro 2.0v1                                             | Claris Corporation | First Multiplatform (Macintosh and Windows) version                                                          |
| noviembre 1992  | FileMaker Pro 2.0v2                                             | Claris Corporation | |
| marzo 1993      | FileMaker Pro 2.0v3                                             | Claris Corporation | |
| abril 1993      | FileMaker Pro 2.0v4                                             | Claris Corporation | |
| agosto 1993     | FileMaker Pro 2.1v1                                             | Claris Corporation | |
| Feb 1994        | FileMaker Pro 2.1v2                                             | Claris Corporation | |
| julio 1994      | FileMaker Pro 2.1v3/SDK 2.1                                     | Claris Corporation | |
| julio 1994      | FileMaker Pro Server 2.0v                                       | Claris Corporation | |
| julio 1994      | FileMaker Pro SDK 2.1v1                                         | Claris Corporation | |
| marzo 1995      | FileMaker Pro Server 2.1v1                                      | Claris Corporation | |
| diciembre 1995  | FileMaker Pro 3.0v1                                             | Claris Corporation | Relational architecture, TCP/IP networking introduced                                                        |
| enero 1996      | FileMaker Pro Server 3.0v1                                      | Claris Corporation | |
| enero 1996      | FileMaker Pro 3.0v2                                             | Claris Corporation | |
| junio 1996      | FileMaker Pro 3.0v3                                             | Claris Corporation | |
| junio 1996      | FileMaker Pro 3.0v4                                             | Claris Corporation | |
| junio 1996      | FileMaker Pro SDK 3.0v1                                         | Claris Corporation | |
| septiembre 1997 | FileMaker Pro 4.0v1                                             | Claris Corporation | Plug-in architecture introduced                                                                              |
| mayo 1998       | FileMaker Pro 4.0 Developer Edition                             | Claris Corporation | Aimed at expert/professional FileMaker user                                                                  |
| junio 1999      | FileMaker Pro 4.1v2                                             | FileMaker, Inc.    | |
| septiembre 1999 | FileMaker Pro 5.0v1                                             | FileMaker, Inc.    | |
| noviembre 1999  | FileMaker Server 5.0v1                                          | FileMaker, Inc.    | |
| abril 2001      | FileMaker Pro 5.5v1                                             | FileMaker, Inc.    | Built-in support for Mac OS X                                                                                |
| julio 2001      | FileMaker Server 5.5v1                                          | FileMaker, Inc.    | |
| septiembre 2002 | FileMaker Pro 6.0v1                                             | FileMaker, Inc.    | |
| marzo 2004      | FileMaker Pro 7.0v1                                             | FileMaker, Inc.    | Multiple tables/file architecture introduced; multiple windows; entity relationship diagrams; calc variables |
| mayo 2004       | FileMaker Server 7.0v1                                          | FileMaker, Inc.    | |
| mayo 2004       | FileMaker Pro 7.0v2                                             | FileMaker, Inc.    | |
| septiembre 2004 | FileMaker Server 7.0v2                                          | FileMaker, Inc.    | |
| octubre 2004    | FileMaker Pro 7.0v3                                             | FileMaker, Inc.    | |
| agosto 2005     | FileMaker Pro 8.0v1                                             | FileMaker, Inc.    | Scriptable creation of PDF reports; script variables                                                         |
| agosto 2005     | FileMaker Pro Advanced 8.0v1                                    | FileMaker, Inc.    | |
| septiembre 2005 | FileMaker Server 8.0v1                                          | FileMaker, Inc.    | |
| diciembre 2005  | FileMaker Pro 8.0v2                                             | FileMaker, Inc.    | |
| diciembre 2005  | FileMaker Pro Advanced 8.0v2                                    | FileMaker, Inc.    | |
| enero 2006      | FileMaker Server Advanced 8.0v1                                 | FileMaker, Inc.    | |
| enero 2006      | FileMaker Mobile 8                                              | FileMaker, Inc.    | |
| abril 2006      | FileMaker Pro 8.0v3                                             | FileMaker, Inc.    | |
| abril 2006      | FileMaker Pro Advanced 8.0v3                                    | FileMaker, Inc.    | |
| abril 2006      | FileMaker Server 8.0v3                                          | FileMaker, Inc.    | |
| abril 2006      | FileMaker Server Advanced 8.0v3                                 | FileMaker, Inc.    | |
| julio 2006      | FileMaker Pro 8.5v1                                             | FileMaker, Inc.    | Mac OS X Universal Binary Support; Embedded browser (Web Viewer)                                             |
| julio 2006      | FileMaker Pro Advanced 8.5v1                                    | FileMaker, Inc.    | Mac OS X Universal Binary Support                                                                            |
| julio 2006      | FileMaker Server 8.0v4                                          | FileMaker, Inc.    | Mac OS X Universal Binary Support                                                                            |
| marzo 2007      | FileMaker Pro Advanced 8.5v2                                    | FileMaker, Inc.    | Windows Vista Support                                                                                        |
| julio 2007      | FileMaker 9                                                     | FileMaker, Inc.    | Native support for the SQL databases MS SQL, MySQL and Oracle.                                               |
| septiembre 2007 | FileMaker Server & Server Advanced 9.0v2 Update                 | FileMaker, Inc.    | Web Publishing Bug Fixes                                                                                     |
| noviembre 2007  | FileMaker & Filemaker Advanced 9.0v2 Update                     | FileMaker, Inc.    | Bug Fixes |
| diciembre 2007  | FileMaker & Filemaker Advanced 9.0v3 Update                     | FileMaker, Inc.    | Bug Fixes |
| febrero 2008    | FileMaker Server & Server Advanced 9.0v3 Update                 | FileMaker, Inc.    | Mac OS X Server 10.5 (Leopard) Support                                                                       |
| marzo 2008      | FileMaker Server 9.0.3.326 and Server 9.0.3.326 Advanced Update | FileMaker, Inc.    | Bug Fixes |
| enero 2009      | FileMaker Pro 10                                                | FileMaker, Inc.    | Status Area now Horizontal; Script Triggering                                                                |
| marzo 2010      | FileMaker Pro 11                                                | FileMaker, Inc.    | |
| abril 2012      | FileMaker Pro 12                                                | FileMaker, Inc.    | |
| diciembre 2013  | FileMaker Pro 13                                                | FileMaker, Inc.    | AES 256 encryption                                                                                           |
| Mayo 2015       | FileMaker Pro 14                                                | FileMaker, Inc.    | |
| Mayo 2018       | FileMaker Pro 17                                                | FileMaker, Inc.    | |
| Mayo 2019       | FileMaker Pro 18                                                | FileMaker, Inc.    | |
| Noviembre 2021  | FileMaker Pro 19                                                | FileMaker, Inc.    | |

Los archivos de FileMaker son compatibles con Mac y Windows. Las extensiones de archivo son las siguientes:
- .fm desde FileMaker Pro 2.0.
- .fp3 desde FileMaker Pro 3.0.
- .fp5 desde FileMaker Pro 5.0.
- .fp7 desde FileMaker Pro 7.0, hasta FileMaker Pro 11.
- .fmp12 desde "FileMaker Pro 12.0"

Las aplicaciones que no requieren FileMaker Pro (runtime, kiosk mode...) son específicas para el sistema operativo en el cual se compilan.